# Dragon Ball Z: Shin Budokai
Dragon Ball Z: Shin Budokai (ドラゴンボールZ 真武道会, Doragon bōru zetto: Shin budōkai, littéralement « Dragon Ball Z : Le véritable tournoi ») est un jeu vidéo de combat développé par Dimps sur l'univers de Dragon Ball Z. Il est disponible depuis 2006 sur PlayStation Portable.

## Modes de jeu

### Route du Dragon
Tout au long de l'histoire, on peut se retrouver dans des combats, soit pour une compétition amicale (comme un combat entre Son Goku et Krilin) soit une épreuve contre le mal. Le mode Route du Dragon montre le film Fusions totalement remanié. Les évènements qui étaient dans le film sont différents dans le jeu. Il débute avec Son Goku et ses amis qui se préparent pour faire du camping mais sont interrompus quand un portail s'ouvre entre la Terre et l'Enfer, et les morts qui sont ramenés à la vie. Son Goku et ses amis doivent se battre contre eux, de la plaine de la Terre vers les ruines de l'Enfer. Le mode Route du Dragon se compose de cinq chapitres. Contrairement à ses successeurs, il est essentiellement basé sur le présent.

### Arcade
Dans ce mode, le joueur doit sélectionner un personnage et le terrain. L'objectif de ce mode est de rassembler toutes les Dragon Balls. Il faut lutter contre 10 adversaires d'affilée, et à certains points dans le mode Arcade, on peut tomber sur un adversaire avec un dialogue spécial en rapport avec la scène.

### Épreuve Z
Dans ce mode, le joueur doit choisir soit la partie survie, ou la partie contre la montre. 

### Combat réseau
Battez-vous contre un adversaire en reseau

### Entrainement
Dans ce mode, le joueur peut combattre contre le jeu en choisissant deux personnages, le champ de bataille, le niveau de santé, la jauge ki et de vérifier l'énergie.

### Carte de profil
Dans ce mode, le joueur peut créer une carte d'identité qui est utilisée au cours du Combat réseau. Il enregistre les données, les batailles gagnées et perdues, le record des survivants, le temps d'attaque, le classement dans le mode Route du Dragon, le niveau de puissance, les amis, l'argent. Le joueur peut également acheter des timbres à la boutique pour le personnaliser à son goût.

## Personnages jouables
- Son Goku (normal, Kaioken, Super Saiyan 1, 2 et 3)
- Son Gohan adolescent (normal, Super Saiyan 1 et 2)
- Son Gohan (normal, Super Saiyan 1 et 2, potentiel libéré par Rou Dai Kaiô Shin)
- Vegeta (normal, Super Saiyan 1 et 2, Majin Vegeta)
- Trunks (normal, Super Saiyan)
- Krilin (normal, potentiel libéré)
- Piccolo (normal, fusion avec Kami-sama)
- Freezer (forme finale, 100 % pleine puissance)
- C-18 (normal)
- Cell (forme parfaite, forme super parfaite)
- Boo petit (normal)
- Cooler (normal, forme finale)
- Broly (Super Saiyan, Super Saiyan Légendaire)
- Gotenks (normal, Super Saiyan 1 et 3)
- Gogeta (Super Saiyan)
- Vegeto (normal, Super Vegetto)
- Paikûhan (normal)
- Janemba (normal)